# Inhul

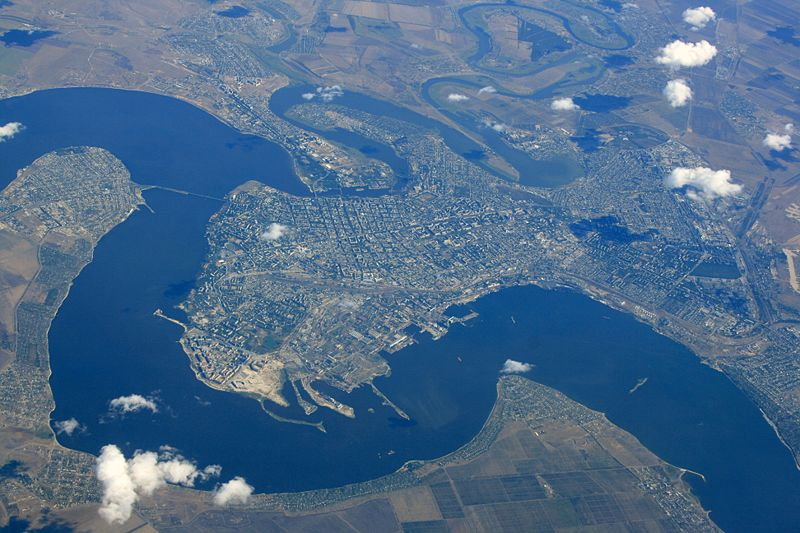
Không ảnh nơi hợp lưu của Bug và Inhul tại Mykolaiv (Inhul là dòng chảy nhỏ hơn)

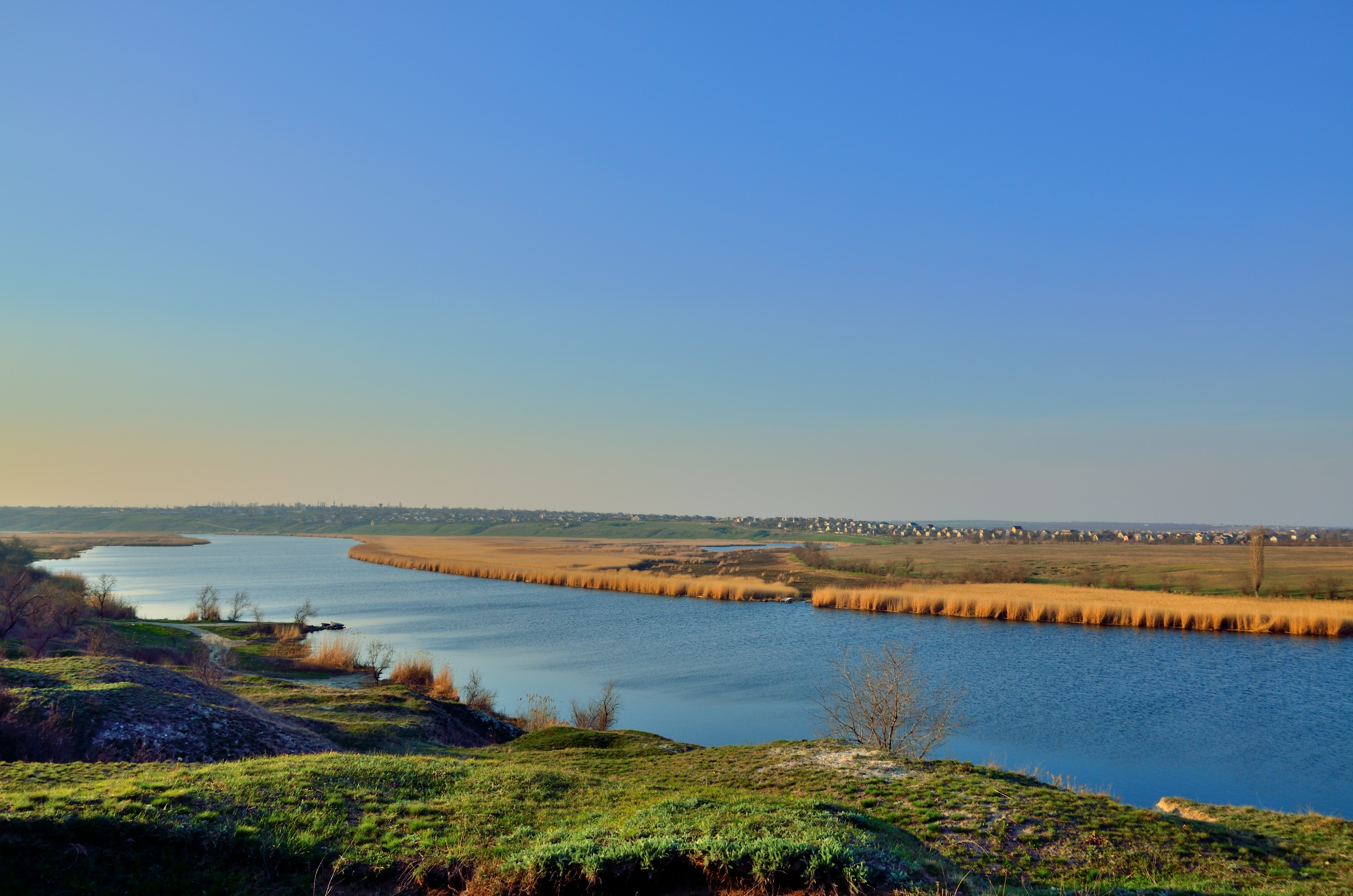
Sông Inhul nhìn ra làng Karavelove, tỉnh Mykolaiv

Inhul (tiếng Ukraina: Інгул) là một phụ lưu tả ngạn của sông Nam Bug (Boh) và là sông dài thứ 14 tại Ukraina. Sông chảy qua các tỉnh Kirovohrad và Mykolaiv của Ukraina.
Sông khởi nguồn gần làng Rodnykivka, huyện Oleksandriia của tỉnh Kirovohrad, chảy theo hướng nam và đổ vào sông Nam Bug tại thành phố Mykolaiv, cách nơi sông Nam Bug đổ ra biển Đen 65 km (40 mi). Sông Inhul dài 354 km (220 mi), diện tích của lưu vực sông là 9.890 km².
Thung lũng sông chủ yếu là dạng hình thang, với chiều rộng lên đến 4 km và độ sâu lên đến 60 mét.  Ở thượng du, sông là một dòng chảy hẹp quanh co cắt qua cao nguyên Dnepr, và các bờ sông nhiều đá của nó có đá granit và gneiss; ở trung lưu và hạ lưu sau khi đi vào Vùng đất thấp Biển Đen, sông rộng 30 mét trở lên.  Sông đóng băng vào tháng 12 và tan băng vào tháng 3.
Độ sâu của sông chủ yếu từ 0,7-1,2 m, tối đa lên đến 1,5 m. Tốc độ dòng chảy là 0,5 m/s (1,8 km/h), độ dốc của sông là 0,41 m/km. Lưu lượng nước trung bình của sông gần làng Novohorozhene (118 km tính từ cửa sông) là 8,84 m³/s. Một số hồ chứa nước được xây dựng trên sông: Kirovohradske, Dokuchaevske, Inhulske và Sofiivske.
Ở trung lưu, sông cạn nước nên các vùng đầm lầy được hình thành, hầu hết là các loài cá dễ sinh sống;— Cá chép nhớt, cá giếc, cá chạch. Ở vùng hạ lưu của sông Inhul các loài cá gần giống các loài cá ở vùng hạ lưu của sông Nam Bug — cá vây tia, cá chó, cá rutilut, Cá vền, cá giếc, cá chép nhớt, cá mè, Squalius, cá chép, Gobio, Leucaspius delineatus, cá pecca, Alburnus albidus.
Nước sông Inhul được sử dụng để cung cấp nước và tưới tiêu, một hệ thống thủy lợi được xây dựng trên lưu vực sông phục vụ diện tích 33.000 ha.
Trong số các thành phố ven sông có Kropyvnytskyi và Mykolaiv.